# Gul sisel
Gul sisel (Spermophilus fulvus) är en däggdjursart som först beskrevs av Lichtenstein 1823. Den ingår i släktet sislar och familjen ekorrar.

## Taxonomi
De flesta arterna i det tidigare släktet Spermophilus har efter DNA-studier konstaterats vara parafyletiska med avseende på präriehundar, släktet Ammospermophilus och murmeldjur. Detta släkte har därför delats upp i flera släkten. Kvar i Spermophilus finns endast den gamla världens sislar, som denna art.
Tre underarter finns listade i Catalogue of Life:
- S. fulvus fulvus (Lichtenstein, 1823)
- S. fulvus hypoleucos (Satunin, 1909)
- S. fulvus oxianus (Thomas, 1915)

Två ytterligare underarter skall vara kända enligt IUCN.

## Beskrivning
Arten är en stor och kraftigt byggd sisel med en kroppslängd på 34 till 50 cm inklusive den 7 till 12 cm långa svansen, och en kroppsvikt som varierar mellan 460 och över 1 200 g. Kroppen har gulgrå päls utan några teckningar, medan svansens ovansida är gulgrå med en del insprängda svarta hår, och dess undersida ljust rödbrun. Som alla sislar har den små öron, stora ögon och kindpåsar avsedda att bära upphittad föda i.

## Ekologi
Habitatet utgörs av öknar och halvöknar med sand. ler- och lössjord. Den kan även förekomma i angränsande skogbeklädda områden. En dagaktiv art som framför allt är aktiv på morgonen innan morgonfuktigheten helt har torkat upp. Födan består av frön, lökar och gröna växtdelar. Arten lever i kolonier. Den sover vintersömn, och har troligtvis en inaktivitetsperiod även när årstemperaturen är som högst.

## Utbredning
Denna sisel förekommer i centrala Asien från Kazakstan och angränsande delar av Ryssland i norr över Uzbekistan, västra Tadzjikistan och Turkmenistan till nordöstra Iran, norra Afghanistan och Kina.

## Status
IUCN kategoriserar arten globalt som livskraftig. Även om den är utsatt för ett visst jakttryck, har inga större hot registrerats.